# Tomás Geraldino Geraldino
Tomás Geraldino Geraldino (Jerez de la Frontera, 1754 - Cabo de San Vicente, 14 de febrero de 1797) fue un oficial de la Armada española.

## Biografía
Miembro de una ilustre y noble familia de origen irlandés afincada en Jerez de la Frontera desde el siglo XVII, entre cuyos miembros destacan sus abuelos, el  diplomático Tomás Geraldino (Thomas Fitzgerald), y el capitán de navío Nicolás Geraldino, comandante del  Real Felipe en la batalla de Tolón. Sus padres fueron Francisco Geraldino Barreda e Isabel Geraldino Comins.

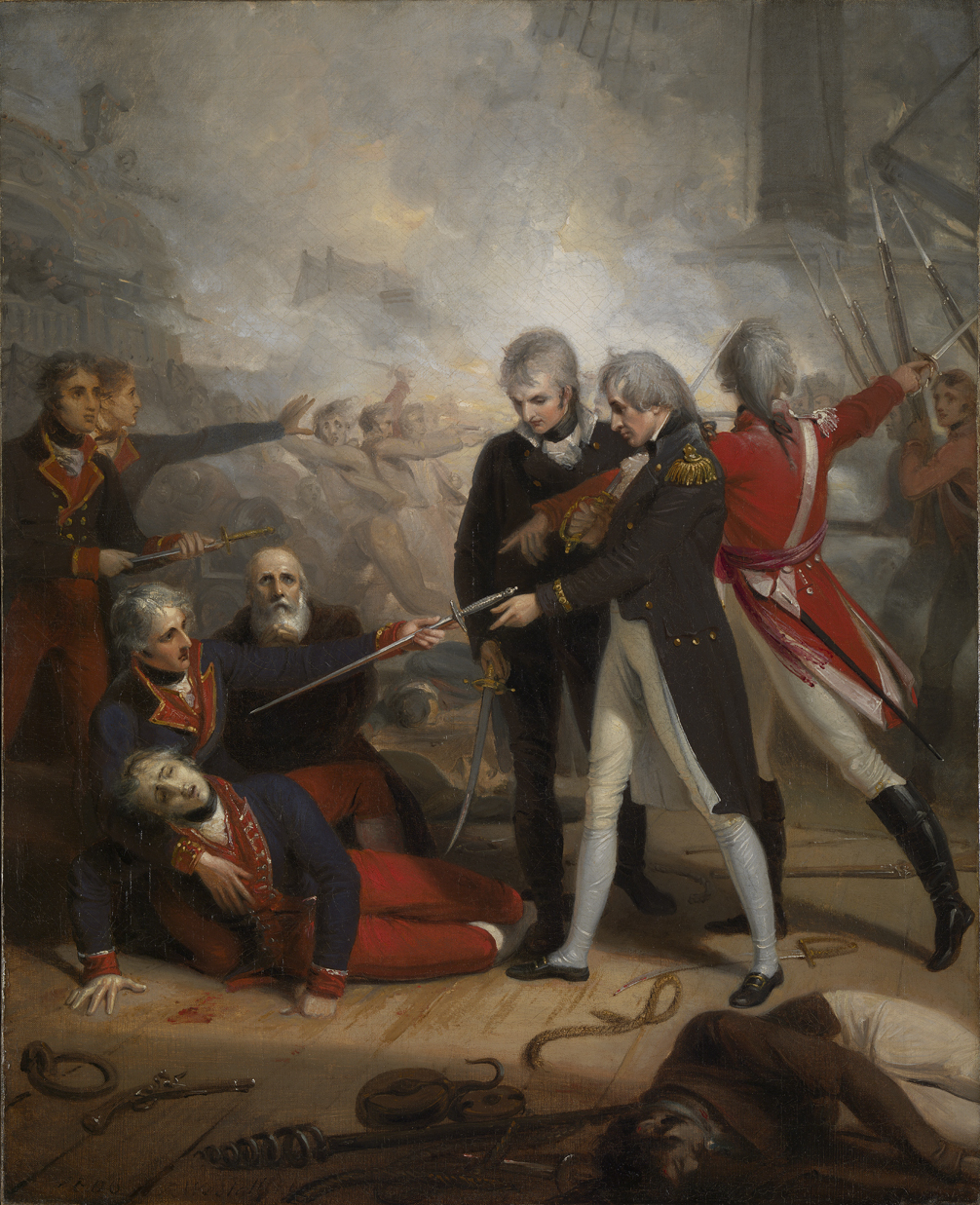
Nelson acepta la rendición del San Nicolás, 14 de febrero de 1797 (Tomás Geraldino yace mortalmente herido en cubierta) de Richard Westall, 1806 (National Maritime Museum, Londres).

Con dieciséis años ingresa en el empleo de guardia marina el 5 de junio de 1770, en la compañía del Departamento de Cádiz. Hasta alcanzar el grado de brigadier de navío en 1795, con cuarenta y un años, fue pasando por las diferentes escalas. En 1773 ascendió a alférez de fragata, y a alférez de navío tres años después; a teniente de fragata en 1778, para pasar a teniente de navío en 1780 y, seguidamente, a capitán de fragata en 1781, obteniendo en 1782 el de capitán de navío.
Se distinguió en la expedición contra Argel de 1775 y en el bloqueo a Gibraltar. En 1779 estuvo agregado a la división naval de Cantabria, bajo las órdenes del general D. Ignacio Ponce de León, sirviendo en las escuadras  respectivas de los generales Gastón, Córdoba, Lángara, Conde Esteing y otros jefes del momento.
Su valor iba unido a una inteligencia y saber natural que le permitió desarrollar un original sistema para filtrar agua del mar y hacerla potable. Su aplicación en los barcos de la Armada se aprobó a partir de 1790.
Entre sus destinos hay que mencionar el de comandante de las fuerzas navales de las costas de Chile y Panamá entre 1790 a 1794.
Tuvo mando en los navíos San Fernando, San Sebastián y San Nicolás, así como en la fragata Liebre.
Muere a los cuarenta y tres años durante la batalla del Cabo de San Vicente, en el San Nicolás, que es capturado por Nelson.